# Санкт-Зільвестер (Фрібур)
Санкт-Зільвестер (нім. St. Silvester FR) — громада  в Швейцарії в кантоні Фрібур, округ Зензе.

## Географія
Громада розташована на відстані близько 29 км на південний захід від Берна, 9 км на південний схід від Фрібура.
Санкт-Зільвестер має площу 7 км², з яких на 8% дозволяється будівництво (житлове та будівництво доріг), 53,4% використовуються в сільськогосподарських цілях, 36,5% зайнято лісами, 2,1% не є продуктивними (річки, льодовики або гори).

## Демографія
2019 року в громаді мешкало 971 особа (+5,3% порівняно з 2010 роком), іноземців було 6,5%. Густота населення становила 138 осіб/км².
За віковим діапазоном населення розподілялося таким чином: 17,7% — особи молодші 20 років, 62,2% — особи у віці 20—64 років, 20,1% — особи у віці 65 років та старші. Було 405 помешкань (у середньому 2,4 особи в помешканні).
Із загальної кількості 167 працюючих 51 був зайнятий в первинному секторі, 28 — в обробній промисловості, 88 — в галузі послуг.